# 拉杜斯克維丘斯宮

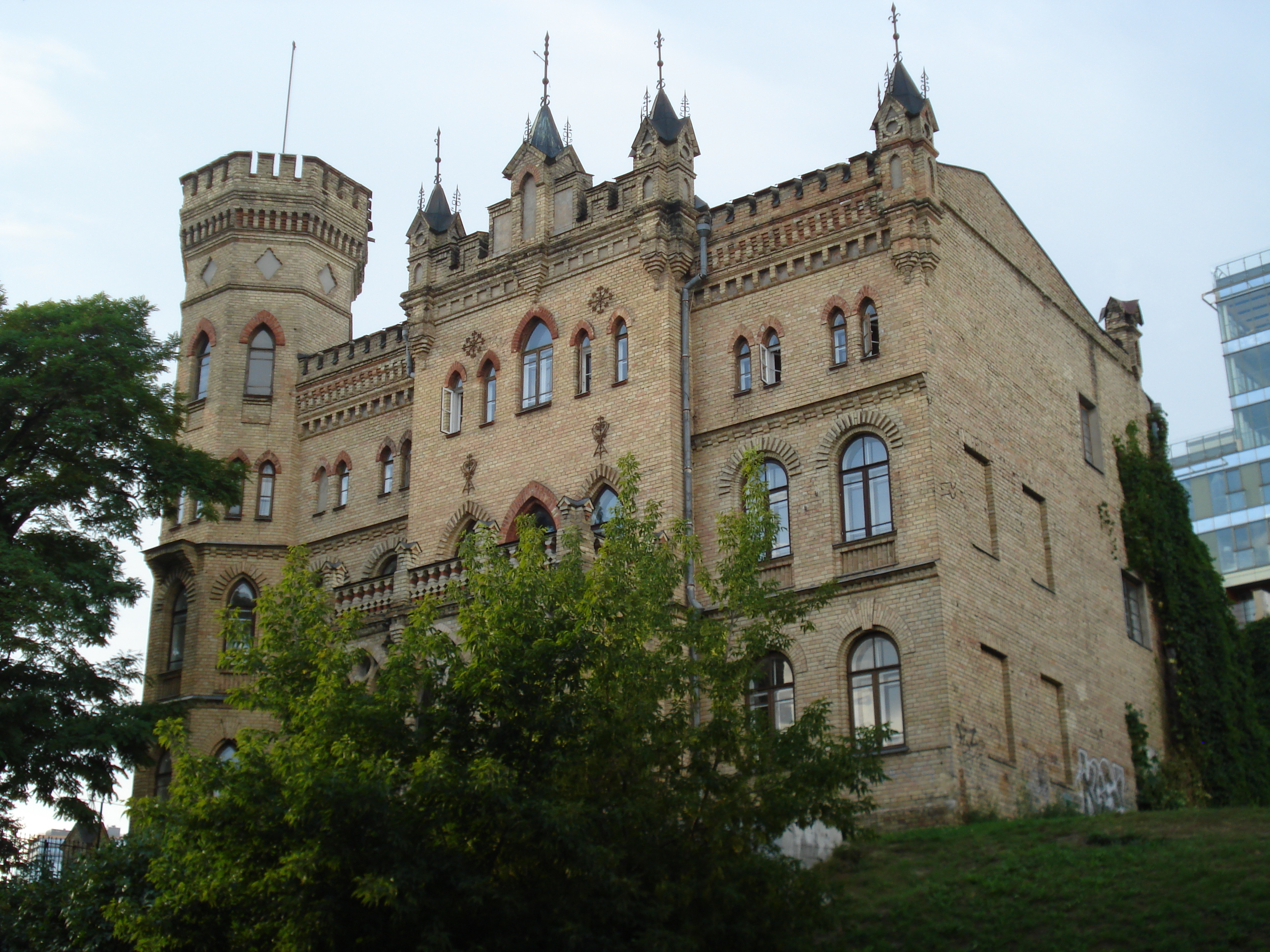
拉杜斯克維丘斯宮

拉杜斯克維丘斯宮（Raduškevičius Palace）是立陶宛首都維爾紐斯的一座建築。現在這裡是立陶宛建築家聯盟的總部所在地。拉杜斯克維丘斯宮修建於1894年至1897年之間，是一座新哥特式建築。自2004年開始，這裡是立陶宛建築家聯盟的辦公地點。2013年，建築的部分進行了翻新。